# Квинциан Родезский
Квинциан (умер в 525 году) — святой, сначала епископ Родезский, затем епископ Клермонский. Дни памяти — 10 ноября, 13 ноября.
Святой Квинциан был из африканцев. Благодаря своим качествам, усердию и добродетелям он был выбран епископом Родезским. Он присутствовал на важном соборе в Агде (506), на котором собрались епископы вестготских территорий и который принял настоящий Кодекс христианской жизни того времени.
По словам святого, его предшественник, святой Аманций, явился ему, чтобы укорить за перенесение его мощей и сообщить о наказании изгнанием.
В 511 году на Орлеанском соборе, созванном королем франков Хлодвигом I, он был обвинён вестготами в том, что выступал за франков. Поэтому св. Квинциан должен был вынужден укрыться в Клермоне, и некоторые епископы других епархий предоставили ему средства для поддержки.
В 515 умер епископ Клермона святой Евфрасий, и как это было принято в те времена, народ церковный выбрал святого Квинциана на епископское служение. Однако тот уступил кафедру Аполлинарию, сыну знаменитого Сидония Аполлинария (430—480). Но тот умер в течение нескольких месяцев, и тогда король франков Теодорих I призвал Квинциана на епископство. Святой был вынужден страдать из-за некоторой враждебности духовенства, но в конце концов всё было улажено благодаря его терпению.
Св. Григорий Турский сообщал, что св. Квинциан был очень умудрён в Священном Писании, активно сострадал бедным и творил чудеса. Дожив до глубокой старости, св. Квинциан умер в 525 году и был похоронен в церкви Святого Стефана в Клермоне.
Впоследствии его мощи были перенесены в церковь Святых Симфориана и Генезия в Клермоне, где они находятся до сих пор. В Овернском мартирологе XI века днём памяти Квинциана указано 10 ноября, в то время как «Римский мартиролог» празднует его 13 ноября.
Сведения о святом Квинциане, получены из Vitae Patrum, написанной церковным историком св. Григорием, епископом Турским, который, был не только почти современником святого, но и как святой был родом из Оверни.